# مسجد نو مالمیر
مسجد نو مالمیر مربوط به سدهٔ ۷ ه.ق است و در یزد، ضلع شرقی خیابان امام خمینی واقع شده و این اثر در تاریخ ۴ مرداد ۱۳۷۸ با شمارهٔ ثبت ۲۳۹۹ به‌عنوان یکی از آثار ملی ایران به ثبت رسیده است.